# Ruś (demo)
Rus (ros.: Русь) – demo rosyjskiego zespołu pagan metal/folk metalowego Arkona, wydany 20 grudnia 2003. Demo zawiera 3 utwory.

## Lista utworów[1]
| Nr | Tytuł utworu  | Oryginalny tytuł | Długość |
| -- | ------------- | ---------------- | ------- |
| 1. | „Kolada”      | Коляда           | 06:35   |
| 2. | „Sołnceworot” | Солнцеворот      | 03:38   |
| 3. | „Ruś”         | Русь             | 06:31   |
|    |               |                  | 16:44   |

## Twórcy
- Masza "Scream" Archipowa – wokal
- Jewgienij Kniazew – gitara elektryczna
- Jewgienij Borzow – gitara basowa
- Ilja Bogatyrew – gitara elektryczna
- Alexander – perkusja
- Olga Łoginowa – klawisze